# Dieter Gutzen
Dieter Gutzen (* 26. Juli 1937 in Aachen) ist ein deutscher Literaturwissenschaftler.

## Leben
Dieter Gutzen ist der älteste Sohn des Pfarrers und späteren Superintendenten des Kirchenkreises Kreuznach und ab 1970 des Kirchenkreises An Nahe und Glan Heinz Gutzen (1908−1976) und dessen Frau Margret Gutzen, geborene Brenner (1909–1980). Nach dem Studium und der Promotion 1968 bei Richard Alewyn an der Universität Bonn wurde er zunächst wiss. Assistent von Horst Rüdiger und dann Akademischer Oberrat. 1980 wurde er als Professor an die FernUniversität in Hagen berufen, um das neu eingerichtete Fach Germanistik/Neuere Literaturwissenschaft aufzubauen, und lehrte dort bis 2003. Von Juni 1983 bis Oktober 1986 war er Dekan des damaligen Fachbereichs Erziehungs-, Sozial- und Geisteswissenschaften (ESGW) der FernUniversität in Hagen. Von 1996 bis 2004 fungierte er als Rektoratsbeauftragter der FernUniversität in Hagen für deren damaliges Studienzentrum Riga und ist Mitbegründer des Baltisch-Deutschen Hochschulkontors (BDHK) in Riga. Er ist Mitinitiator und langjähriger fachlicher Berater des 2001 gegründeten  TestDaF-Instituts.
Von 1982 bis 1984 war er Mitglied der Revisionskommission der Lutherbibel-Neues Testament. Die Universität Bonn ernannte ihn zum Honorarprofessor.

## Schriften (Auswahl)
Monographie
- Poesie der Bibel. Beobachtungen zu ihrer Entdeckung und ihrer Interpretation im 18. Jahrhundert. 1972, OCLC 74158779.

Editionen
- Johann Beer: Der politische Bratenwender. Jucundus Jucundissismus. Der Ritter Hopfensack. Vollständige Ausgabe. Nach den Erstdrucken in einer behutsamen modernisierten Fassung hrsg. und mit einem Nachwort sowie Anmerkungen versehen von Dieter Gutzen. Deutscher Taschenbuch Verlag, München 1984, ISBN 978-3-423-02130-2.
- mit Horst Rüdiger: Epochen der deutschen Lyrik. Nach den Erstdrucken in zeitlicher Folge. Band 10: Übersetzungen. Deutscher Taschenbuch Verlag, München 1977.
  - Teilband 1: Gedichte 1524–1820 (dtv, Band 4162 : Wissenschaftl. Reihe): ISBN 978-3-423-04162-1.
  - Teilband 2: Gedichte 1821–1918 (dtv, Band 4163: Wissenschaftl. Reihe): ISBN 978-3-423-04163-8.
  - Teilband 3: Gedichte 1919–1973. Anhang (dtv, Band 4164 : Wissenschaftl. Reihe): ISBN 978-3-423-04184-3.

Herausgeberschriften
- mit Horst Rüdiger und Beda Allemann: In memoriam Richard Alewyn. Reden, gehalten am 5. Dezember 1979 bei der Gedächtnisfeier der Rheinischen Friedrich-Wilhelms-Universität Bonn. Bonn 1981, ISBN 3-416-09143-4.
- mit Norbert Oellers und Jürgen H. Petersen: Einführung in die neuere deutsche Literaturwissenschaft. Ein Arbeitsbuch. 3. Auflage. Berlin 1979; 6., neugefasste Auflage ebenda 1989, ISBN 3-503-02287-2.
- mit Friederike Schomaker: Germanistik in Deutschland. Studienführer. Bonn 1992, ISBN 3-87192-475-X.
- mit Winfried Herget und Hans-Adolf Jacobson: Transatlantische Partnerschaft. Kulturelle Aspekte der deutsch-amerikanischen Beziehungen. Mit einem Geleitwort von Senator J. William Fulbright. Festschrift für Ulrich Littmann zum 65. Geburtstag. Bouvier Verlag, Bonn – Berlin 1992, ISBN 978-3-416-02408-2.
- Les conséquences de l'unification allemande. Texte révisé par Arnaud Prétre et Laurence Picard-Mellerin. Publié avec le concours de l'Office allemand d'Échanges Universitaires (DAAD). Presses Universitaires de France, Paris 1997, ISBN 2-13-048191-4.